# Фелпке (Доња Саксонија)
Фелпке (њем. Velpke) град је у њемачкој савезној држави Доња Саксонија. Једно је од 26 општинских средишта округа Хелмштет. Према процјени из 2010. у граду је живјело 4.620 становника. Посједује регионалну шифру (AGS) 3154024.

## Географски и демографски подаци
Фелпке се налази у савезној држави Доња Саксонија у округу Хелмштет. Град се налази на надморској висини од 77 метара. Површина општине износи 19,7 km². У самом граду је, према процјени из 2010. године, живјело 4.620 становника. Просјечна густина становништва износи 235 становника/km².